# Boleyn Ground
Il Boleyn Ground, noto anche come Upton Park, è stato uno stadio calcistico inglese situato nella città di Londra, casa del West Ham Utd dal 1904 al 2016; possedeva questo nome poiché sorgeva di fianco ad un edificio molto particolare, il Boleyn Castle.
Lo stadio ha ospitato le partite casalinghe del West Ham United dal 1904 al 2016, anno in cui gli Hammers si sono spostati all'Olympic Stadium.
Il record di biglietti venduti (42 322) risale al 1970, in occasione del derby tra West Ham e Tottenham 

## Le Tribune
Dal 1990 fino al 2017 Upton Park è stato uno stadio con tutti i posti a sedere, e le quattro tribune avevano ognuna un nome: la tribuna Sir Trevor Brooking, la tribuna Bobby Moore, la tribuna Est e la tribuna Ovest. Tutti questi settori furono demoliti nel 2017.

### Tribuna Sir Trevor Brooking
Questa tribuna è stata costruita nel 1995, anno in cui si sono celebrati i 100 anni del club. Il nome è stato cambiato da Tribuna del Centenario in Tribuna Sir Trevor Brooking nel luglio 2009, in onore dell'ex giocatore fin dalla primavera ed oggi socio del West Ham United. Questa tribuna aveva una capienza di circa 6 000 posti.

### Tribuna Est
Situata dalla parte opposta delle telecamere. Questa è stata la più vecchia e la più piccola delle quattro tribune, costruita nel 1969 e contenente 5 000 posti a sedere. Nel 2001 era stato fatto un progetto per modificare la Tribuna Est, aumentando il numero di posti a sedere complessivi (da 35 647 a 40 500), ma il progetto fu abbandonato nel 2003 per la resistenza di alcuni gruppi di tifosi e per alcuni debiti del club.

### Tribuna Bobby Moore
Formalmente la Tribuna Sud conteneva 9 000 spettatori tutti a sedere.
Questa tribuna è stata intitolata al mitico capitano Bobby Moore, che guidò la squadra dalla fine degli anni '50 alla metà degli anni '70, poco dopo la sua morte.
Fu costruita nel 1993 per rispettare il nuovo regolamento che obbligava gli stadi inglesi di possedere unicamente posti a sedere. Possedette due file di posti e la scritta "WEST HAM UNITED". La parte inferiore della tribuna fu notata per l'atmosfera che poté respirare durante le partite.

### Tribuna Ovest
La Tribuna Ovest è stata la più nuova e la più grande. Costruita nel 2001, conteneva circa 15 000 posti.
Era la tribuna più grande di tutta Londra.
Inizialmente era intitolata al capitano e al manager del tempo, Joe Cole e Glenn Roeder. In seguito, nel 2009, terminato il contratto di sponsorizzazione con la Dr. Martens, venne rinominata Tribuna Ovest e dal 2011 le fu dato il nome del nuovo sponsor Alpari. 
È stata anche l'ultima ad essere distrutta.